# Ana Schnabl
Ana Schnabl, slovenska pisateljica, literarna kritičarka in publicistka; * 1985, Ljubljana.

## Življenje in delo
Na ljubljanski filozofski fakulteti je študirala primerjalno književnost in filozofijo. Leta 2016 se je vpisala na doktorat na področju filozofije. Svoj knjižni prvenec, zbirko kratkih zgodb Razvezani, je izdala leta 2017. Zanj je prejela nagrado za najboljši prvenec Slovenskega knjižnega sejma. Leta 2020 je izšel njen prvi roman Mojstrovina, ki so ga bralci doma in v tujini dobro sprejeli. Preveden je bil tudi v angleščino in se prebil v širši izbor za prestižno literarno nagrado dublin. Njen drugi roman Plima (2022) je bil nominiran za nagrado kresnik. September je njen tretji roman in je izšel leta 2024. Zanj je prejela nagrado kresnik.
Deluje tudi kot kolumnistka in literarna kritičarka. Kot kolumnistka piše za različne slovenske medije in britanski časopis The Guardian. Živi v Kamniku.

## Dela
- Razvezani — kratke zgodbe: Beletrina, Ljubljana, 2017, ISBN 978-961-284-276-5
- Mojstrovina — roman: Beletrina, Ljubljana, 2020, ISBN 978-961-284-620-6
- Plima — roman: Beletrina, Ljubljana, 2022, ISBN 978-961-284-851-4
- September — roman: Beletrina, Ljubljana, 2024, ISBN 978-961-298-194-5

## Nagrade
- 2014: AirBeletrinina nagrada natečaja za najboljšo kratko zgodbo z naslovom MDMA[12]
- 2017: nagrada za najboljši prvenec Slovenskega knjižnega sejma[4][13]
- 2019: nagrada Eda Budiše na Hrvaškem za srbski prevod dela Razvezani[14][5]
- 2025: nagrada kresnik za roman September[8]